# Bulimie
Bulimia nervoasă este o dereglare digestivă caracterizată prin hrănire în exces, recurentă, urmată de un comportament compensatoriu. Cea mai obișnuită formă—practicată de mai mult de 75% dintre oamenii care au bulimia nervoasă—este vomare auto-provocată, uneori numită curățare; post, folosirea unor laxative, clisme, diuretice, precum și printr-un antrenament prelungit sunt și ele obișnuite.
Cuvântul bulimia derivă din Latină (būlīmia), care își are originea în greacă, βουλιμία (boulīmia; foame nesățioasă), un cuvânt compus din βους (bous), bou + λιμός (līmos), foame.